# The Grim Adventures of Billy & Mandy
The Grim Adventures of Billy & Mandy (Las sombrías aventuras de Billy y Mandy en Hispanoamérica y Las macabras aventuras de Billy y Mandy en España, también conocido simplemente como Billy y Mandy) es una serie animada creada por Maxwell Atoms y transmitida en Cartoon Network. En la serie, los dos personajes de 10 años principales, Billy y Mandy, han invocado y obligado a La Muerte, Grim (conocido como "Calavera" en España y como "Puro Hueso" en Hispanoamérica) a ser su mejor amigo para siempre después de ganar una apuesta relacionada con el hámster enfermo de Billy.
Billy y Mandy comenzó como un segmento de Grim & Evil, del cual fue un spin-off, junto con la serie hermana Evil Con Carne, el 24 de agosto de 2001. Aunque los episodios de 2003-2004 fueron producidos para Grim & Evil, el programa se emitió como una serie independiente del 13 de junio de 2003 al 12 de octubre de 2008 en Cartoon Network. También se produjeron dos películas para televisión, Billy & Mandy's Big Boogey Adventure, que se emitió el 30 de marzo de 2007, y Billy & Mandy: Wrath of the Spider Queen, que se emitió el 6 de julio de 2007. Un especial crossover con la serie de Cartoon Network Codename: Kids Next Door, titulado "The Grim Adventures of the KND", se emitió el 11 de noviembre de 2007. Una película más hecha para televisión, Underfist, destinada a servir como piloto de una nueva serie derivada, se emitió el 12 de octubre de 2008.
Durante su emisión, la serie ganó dos premios Emmy y un premio Annie, con nominaciones a un premio Daytime Emmy, tres premios Golden Reel y otros dos premios Annie. Billy y Mandy también se ha convertido en un videojuego, así como en varios productos con licencia. Hoy en día es una de la series más exitosas y recordadas de Cartoon Network.

## El universo ficticio deGrim & Evil
El universo de Grim & Evil es donde tienen lugar tanto la serie de Billy y Mandy como la de Evil Con Carne. Ambas series han llegado a tener varios cruces entre ellas. En el episodio de la tercera temporada: Skarred for Life, el General Skarr (conocido como el General Ernecio en Hispanoamérica y como Cicatriz en España), uno de los protagonistas de Evil Con Carne, le dice a Billy que una organización compró el ejército de Héctor Con Carne para dominar el mundo sin tener competencia, haciendo alusión al final de Evil Con Carne. Tras ese episodio, Skarr comenzó a ser un personaje recurrente en la serie como el vecino de Billy, a quien Skarr desprecia porque siempre destruye su jardín.
Al comienzo de la serie, la sorpresa principal son las introducciones con frases, que en algunos casos llegan a ser casi imcomprensible para los niños. Por ejemplo: «La evolución no toma a ningún preso» (Mandy), «El dinero es la raíz de todo lo malvado» (Mandy), «La esperanza se pierde en lo desesperado» (Mandy), «El romance es para débiles»" (Mandy), «El control mental no funciona en la gente que piensa» (Eris), «La soledad humana es solo un temor a la vida» (Grim).
En la serie se observan parodias a Harry Potter, Scooby Doo, Pokémon obras de Lovecraft, etc. Otro tema frecuente que parodia son las obras de Frank Herbert durante episodios enteros.
El universo de Grim & Evil, además de violar con frecuencia las leyes de la física, también contiene un gran número de variaciones históricas y cambios ficticios. Abraham Lincoln es un amigo personal de Billy además de ser el presidente de los Estados Unidos en plena actualidad hasta que aparece como fantasma en la quinta temporada, ya que en Underfist, la presidenta es Mandy. En Evil Con Carne se ve que la organización política del mundo no es la Organización de las Naciones Unidas, sino la Sociedad de Naciones, disueltas en 1944 en la realidad.

## Reparto y personajes
| Personaje                         | Actor de voz original (Estados Unidos)             | Actor de doblaje (Hispanoamérica)                                                                                            | Actor de doblaje (España) |
| --------------------------------- | -------------------------------------------------- | --- | --- |
| Billy                             | Richard Steven Horvitz                             | Alan Fernando Velázquez (temp. 1-3 y promocionales) Alfredo Leal (temp. 4-6)                                                 | Iván Muelas |
| Mandy                             | Grey DeLisle                                       | Rebeca Gómez | Carmen Cervantes |
| Calavera/Puro Hueso               | Greg Eagles                                        | Alejandro Vargas Lugo (1.ª voz, temp. 1-5) Gerardo Vásquez (2.ª voz, temp. 6) Roberto Molina (regrabación de loops, temp. 6) | Héctor Cantolla |
| Irwin                             | Vanessa Marshall                                   | Bernardo Bautista | Yolanda Mateos (1x03) José Padilla |
| Harold                            | Richard Steven Horvitz                             | Jorge Ornelas | José Padilla |
| Gladys                            | Jennifer Hale                                      | Cecilia Airol | Margarita Ponce (temp 1-2) María José Maestro (temp 3-7)                                                                                     |
| Mindy                             | Rachael MacFarlane                                 | Mitzy Corona Isabel Romo (algunos capítulos)                                                                                 | Ana Esther Alborg |
| Nergal                            | David Warner (temp. 1-2) Martin Jarvis (temp. 2-7) | José Luis Orozco (temp. 1) Eduardo Fonseca (resto)                                                                           | Paco Vaquero José Padilla |
| Nergal Jr.                        | Debi Derryberry                                    | Víctor Ugarte | Elena Palacios Javier Balas |
| Eris                              | Rachael MacFarlane                                 | Xóchitl Ugarte | Mayte Tajadura (temp 1-4) María José Maestro (2x03) María del Mar Jorcano (temp 4-7)                                                         |
| Hoss Delgado                      | Diedrich Bader                                     | Víctor Delgado | Fernando de Luis Roberto Encinas |
| Coco                              | Fred Willard                                       | Alejandro Mayén | Luis Miguel Villegas |
| Claire (madre de Mandy)           | Vanessa Marshall                                   | Pilar Escandón Mayra Arellano (un capítulo)                                                                                  | - |
| Phil (padre de Mandy)             | Dee Bradley Baker                                  | Gustavo Carrillo | José Padilla |
| General Skarr (Ernecio, Cicatriz) | Armin Shimerman                                    | Arturo Mercado | Miguel Zúñiga |
| Jeff la Araña                     | Maxwell Atoms                                      | Roberto Mendiola | Javier Romano Ricardo Escobar Juan Antonio Arroyo                                                                                            |
| Dick (padre de Irwin)             | Phil LaMarr                                        | Gustavo Carrillo | José Padilla |
| Nigel Planter                     | Jake Thomas                                        | Víctor Ugarte | Sergio García Marín Javier Balas (5x02) Pablo Tribaldos (7x11)                                                                               |
| Drácula (abuelo de Irwin)         | Phil LaMarr                                        | Jorge Santos | Julio Núñez (solo en el capítulo Ancianos Seniles) Rafael Azcárraga (solo en el capítulo Buenasrimas y El Hip-Hop-potamo) Fernando Hernández |
| Tanya (abuela de Irwin)           | Phil LaMarr                                        | Gabriela Gómez | Carlos Ysbert |
| Director Buenavibra               | Chris Cox                                          | Carlos Águila | Carlos Del Pino |
| Pecas                             | Jane Carr                                          | Carlos Díaz (temp. 1-3) Héctor Emmanuel Gómez (temp. 4-7)                                                                    | Yolanda Mateos Amparo Bravo |
| Fred Fredburguer                  | C.H. Greenblatt                                    | Roberto Molina (temp. 4) Rolando de Castro                                                                                   | Abraham Aguilar |
| Juez Roy Spleen                   | Phil LaMarr                                        | Armando Réndiz Miguel Ángel Ghigliazza (algunos capítulos)                                                                   | Juan Perúcho |
| Valente                           | Greg Eagles                                        | | Sergio García Marín |
| Escarnio                          | Greg Ellis                                         | Ismael Castro | José Escobosa |
| Velma                             | Kari Wahlgren                                      | Gabriela Gómez | María del Mar Jorcano |
| Lord Valdomero                    | John Kassir                                        | Rolando de Castro | Eduardo Bosch (temp 3) Lorenzo Beteta (temp 7)                                                                                               |

## Episodios
| Temporada | Temporada   | Episodios   | Episodios   | Emisión original     | Emisión original        |
| Temporada | Temporada   | Episodios   | Episodios   | Primera emisión      | Última emisión          |
| --------- | ----------- | ----------- | ----------- | -------------------- | ----------------------- |
|           | Grim & Evil | Grim & Evil | Grim & Evil | 24 de agosto de 2001 | 18 de octubre de 2002   |
|           | 1           | 11          | 11          | 13 de junio de 2003  | 23 de octubre de 2004   |
|           | 2           | 19          | 19          | 11 de junio de 2004  | 3 de junio de 2005      |
|           | 3           | 9           | 9           | 1 de abril de 2005   | 30 de junio de 2005     |
|           | 4           | 8           | 8           | 29 de julio de 2005  | 16 de diciembre de 2005 |
|           | 5           | 13          | 13          | 6 de enero de 2006   | 21 de julio de 2006     |
|           | 6           | 11          | 11          | 6 de octubre de 2006 | 9 de noviembre de 2007  |

La serie consta de 158 partes en 77 episodios divididos en 7 temporadas, más los 4 episodios especiales, las películas y los cortos. La primera temporada de la serie se emitía en Grim & Evil junto con los episodios originales de Evil Con Carne.

### Crossovers
En el año 2007 se realizaron dos crossovers. El primero fue el episodio regular Company Halt, crossover entre Billy y Mandy y su ya cancelada "serie hermana" Evil Con Carne. El segundo se realizó más tarde como un episodio especial entre las series Codename: Kids Next Door y The Grim Adventures of Billy & Mandy, además de algunos invitados especiales como Ed, Edd y Eddy.
Fuera del entorno televisivo, los personajes de Billy y Mandy han participado en videojuegos crossovers como FusionFall o Cartoon Network: Explosión de Puñetazos. Además de participar en menor medida en cómics crossover como Super Secret Crisis War!.

## Antecedentes
Billy y Mandy debutaron en un corto realizado por Maxwell Atoms durante sus años universitarios. El corto, titulado Billy and Mandy in Trepanation of the Skull and You, mostraba a Billy tratando de perforarse la cabeza para liberar sus males internos. Tras su realización en 1995, el corto nunca había sido mostrado públicamente hasta que el 30 de abril de 2016, Maxwell Atoms lo exhibió en el festival TROMAnimation y posteriormente a su canal de YouTube.
La existencia del programa es el resultado de un evento de sondeo al espectador por teléfono e internet llamado Cartoon Network's Big Pick (un programa cercano a The What a Cartoon! Show), que se celebró del 16 de junio al 25 de agosto de 2000. Las tres opciones finales fueron The Grim Adventures of Billy & Mandy, Whatever Happened to... Robot Jones? y Longhair & Doubledome. De los tres, The Grim Adventures of Billy & Mandy alcanzó la mayoría de votos con el 57%; Robot Jones entró segundo lugar en 23%, con ello logró tener una serie propia, mientras que Longhair and Doubledome recibió el 20% de los votos, quedando simplemente como un corto.
En cada episodio, un corto de Evil Con Carne era emitido entre dos cortos de Billy y Mandy, aunque en otras ocasiones era en viceversa. La serie se estrenó el 24 de agosto de 2001, durante el Cartoon Cartoon Fridays Big Pick Weekend.
En 2003, Cartoon Network decidió emitir cada serie por separado. Evil Con Carne fue cancelado posteriormente. Actualmente en cada episodio aparece una introducción al comienzo y al final del programa. Y también fue uno de los programas más vistos de la década del 2000, compitiendo con otras series animadas de Cartoon Network y también con otros de Nickelodeon.

## Recepción
Common Sense Media le dio al programa una calificación de 3/5 estrellas y afirmó que tiene «remates ridículos y referencias culturales oscuras» y recomienda que la edad del espectador sea de al menos 8 años.

### Premios y nominaciones
La serie ha ganado un premio Annie y dos premios Emmy y ha sido nominada nueve veces a varios premios.
| Año  | Premio               | Categoría                                                | Nominado(s) | Resultado |
| ---- | -------------------- | -------------------------------------------------------- | --- | --------- |
| 2002 | Premios Golden Reel  | Mejor edición de sonido en animación televisiva          | Glenn Oyabe, Jesse Aruda, y Rob Desales (por "The Smell of Vengeance: Pt. 1 & 2/Fiend is Like Friend Without the "R") | Nominado  |
| 2003 | Premios Golden Reel  | Mejor edición de sonido en animación televisiva - Música | Glenn Oyabe (por "Little Rock of Horror"/"The Pie Who Loved Me"/"Dream a Little Dream")                               | Nominado  |
| 2005 | Premios Golden Reel  | Mejor edición de sonido en animación televisiva          | Glenn Oyabe, Jesse Aruda, Erik Sequeira, y Cecil Broughton (por "Super Zero/Sickly Sweet")                            | Nominado  |
| 2005 | Premios Annie        | Dirección en una producción televisiva animada           | Brian Sheesley (por "Nursery Crimes")                                                                                 | Nominado  |
| 2005 | Premios Annie        | Dirección en una producción televisiva animada           | Shaun Cashman y Phil Cummings (por "Attack of the Clowns")                                                            | Ganador   |
| 2006 | Premios Annie        | Dirección en una producción televisiva animada           | Shaun Cashman (for "Hill Billy")                                                                                      | Nominado  |
| 2006 | Premios Emmy         | Logro individual destacado en animación                  | Michael Diederich | Ganador   |
| 2007 | Premios Emmy         | Logro individual destacado en animación                  | Phil Rynda (por Billy & Mandy's Big Boogey Adventure)                                                                 | Ganador   |
| 2007 | Premios Daytime Emmy | Banda ancha-Infantil                                     | The Grim Adventures of Billy & Mandy                                                                                  | Nominado  |

## Medios

### Películas para TV
Artículos principales: Billy & Mandy's Big Boogey Adventure, Billy & Mandy: Wrath of the Spider Queen y Underfist.
En abril de 2007 se estrenó la primera película para TV de Billy y Mandy: "Billy & Mandy's Big Boogey Adventure". En julio de 2007 se estrenó en EE. UU. la segunda película: "Billy & Mandy: Wrath of the Spider Queen".
Finalmente, Maxwell Atoms anunció una película que serviría como spin-off de Billy y Mandy, llamado Underfist (Puño de acero en Hispanoamérica; Super-Puño en España), protagonizado por personajes que hasta ahora habían sido secundarios en la serie, como Hoss Delgado, el General Skarr, Fred Fredburger, Irwin y Jeff, aunque Billy, Mandy y Grim hacen breves apariciones. Según Atoms, la película era "muy diferente a Billy y Mandy", ya que cuenta con una técnica de animación y dibujo diferente. La película fue estrenada en Cartoon Network el 12 de octubre en América. En España se estrenó el 31 de octubre. A pesar de idearse como el piloto de una nueva serie, el contrato de Maxwell Atoms en Cartoon Network expiró y el proyecto nunca se realizó.

### Música
Los compositores de la música de la serie son Gregory Hinde, Drew Neumann y Guy Moon. Además, Aurelio Voltaire hizo dos canciones para el programa, el episodio "Little Rock of Horrors", que parodia el musical Little Shop of Horrors, presenta una canción titulada "Brains!" y, en Billy & Mandy's Big Boogey Adventure, la canción "Land of the Dead" suena en los créditos iniciales. Ambas canciones forman parte del álbum Spooky Songs For Creepy Kids. El episodio de la segunda temporada "Battle of the Bands" también incluyó la canción "Darkness" de la banda de rock industrial gótico SPF-1000. La música de los créditos finales de "Billy & Mandy Save Christmas" es la canción "Round and Round" de la banda de glam metal Ratt.

### Videojuegos
Midway Games publicó dos videojuegos basados en la serie en 2006, cada uno con la misma trama pero con una jugabilidad diferente. El primero, un juego de lucha en 3D, fue desarrollado por High Voltage Studios y lanzado en Norteamérica el 25 de septiembre de 2006 para PlayStation 2 y GameCube, y el 19 de noviembre de 2006 para Wii como título de lanzamiento. El segundo, un beat 'em up de desplazamiento lateral, fue desarrollado por Full Fat y lanzado el 31 de octubre de 2006 para Game Boy Advance. Los personajes de la serie también han aparecido en videojuegos crossover de Cartoon Network, como FusionFall y Cartoon Network: Explosión de Puñetazos.